# سفیدچقا (صحنه)
سفیدچقا روستایی از توابع بخش مرکزی شهرستان صحنه در استان کرمانشاه ایران است.

## جمعیت
این روستا در دهستان هجر قرار دارد و بر اساس سرشماری مرکز آمار ایران در سال ۱۳۸۵، جمعیت آن ۱۱۶ نفر (۳۱ خانوار) بوده‌است.